# ANZUS
ANZUS (más néven ANZUS-paktum) egy védelmi célú háromoldalú nemzetközi egyezmény neve, mely a Csendes-óceán térségében a kölcsönös biztonságot célozza a fegyveres támadások megelőzésére. Az egyezményt megkötő három állam: Ausztrália (A), Új-Zéland (NZ) és Amerikai Egyesült Államok (US). 1951. szeptember 1-jén írták alá San Franciscóban és 1952. április 29-én lépett hatályba. Meghatározatlan ideig marad érvényben, nemcsak a három anyaországra, hanem a fennhatóságuk alatt álló szigetekre is vonatkozik, és a fegyveres erők, a légierő és a hadiflották tevékenységének összehangolására is kiterjed.
1985-ben az egyezmény válságba került, miután Új-Zéland megtagadta, hogy kikötőit nukleáris fegyverek tárolására használják fel. Válaszul 1986-ban az Amerikai Egyesült Államok felfüggesztette kötelezettségvállalását Új-Zéland irányában. Kétoldalú ausztrál-amerikai külügyminiszteri tárgyalások következtek (ezeket AUSMIN néven emlegetik), az ANZUS éves közgyűlése helyett. Ezek közül az elsőt Canberrában tartották 1985-ben, a 12. találkozóra 1998 júliusában került sor Sydneyben. Bár az egyezmény formálisan hatályban van, még belpolitikai bonyodalmakra is vezetett Ausztráliában a 2003-ban kezdődött iraki háborúban való ausztrál részvétel miatt.

## Szakirodalom
- Halmosy Dénes: Nemzetközi szerződések. Közgazdasági és Jogi Könyvkiadó. Budapest, 1985. ISBN 9632215060
- Fischer Ferenc: A megosztott világ (A Kelet-Nyugat, Észak-Dél nemzetközi kapcsolatok.)Dialóg Campus, 2001
- Kende István: Forró béke – hideg háború. Kossuth Könyvkiadó, 1979.